# Monsignore (romanzo)
Monsignore (Monsignor) è un romanzo scritto da Jack-Alain Léger nel 1976, ci fu un seguito nel 1981 con il titolo di Monsignore II.

## Trama
La storia narra della storia di Padre Flaherty, un sacerdote americano corrotto, dei suoi accordi con la mafia fino a quando viene tradito da loro.

## Versioni cinematografiche
Dal romanzo è stato tratto nel 1982 il film Monsignore, diretto da Frank Perry ed interpretato da Christopher Reeve, trasposizione fedele al racconto.

## Edizioni
- Jack-Alain Léger, Monsignore, Rizzoli, 1976,  p. 391.